# Reginald Spevak
Reginald Peregrin Franz Spevak, född 21 februari 1898 i Wien, död där 22 juli 1959, var en österrikisk ishockeyspelare. Han kom på delad  femte plats i olympiska vinterspelen i Sankt Moritz 1928.